# مسابقة الملك عبد العزيز الدولية لحفظ القرآن الكريم
مسابقة الملك عبد العزيز الدولية لحفظ القرآن الكريم وتلاوته وتفسيره تُعرف اختصارًا مسابقة الملك عبد العزيز الدولية هي مسابقة دولية لحفظ القرآن الكريم، انطلقت عام 1399 هـ. تُنظم المسابقة وزارة الشؤون الإسلامية والدعوة والإرشاد، ويشارك في المسابقة آلاف المتسابقين من دول العالم الإسلامي والجمعيات والمنظمات الإسلامية. تقام المسابقة في المسجد الحرام بمكة المكرمة، وتستمر خمسة أيام. توجه الدعوات إلى فئتين هما: الجهات الحكومية ممثلة في وزارات الشؤون الإسلامية، أو ما يقوم مقامها في الدول الإسلامية، ويحق لكل دولة وجهت لها الدعوة التقدم بمرشحين اثنين فقط في ثلاثة فروع. أما دول الأقليات الإسلامية فيحق لكل جهة وجهت لها الدعوة أن ترشح متسابق واحد فقط من الدولة.

## فروع المسابقة
تضم المسابقة أربعة فروع، الفرع الأول: حفظ القرآن الكريم كاملاً مع حسن الأداء والتجويد وتفسير مفردات القرآن الكريم كاملاً. الفرع الثاني: حفظ القرآن الكريم كاملاً مع حسن الأداء والتجويد. الفرع الثالث: حفظ خمسة عشر جزءًا متتالية مع حسن الأداء والتجويد. الفرع الرابع: حفظ خمسة أجزاء متتالية مع حسن الأداء والتجويد، وهذا الفرع خاص بمرشحي دول الأقليات المسلمة  في الدول غير الإسلامية.

## شروط المسابقة
- ألا يكون المرشح قد سبق له الاشتراك في مسابقة الملك عبد العزيز الدولية في دوراتها السابقة.
- أن يكون المتسابق ذكرًا.
- ألا يزيد عمر المتسابق عن خمسة وعشرين سنة.
- أن يكون المتسابق حاملاً لجنسية البلد الذي يمثله.
- ألا يكون المتسابق من مشاهير القراء في العالم الإسلامي.
- أن يلتزم المتسابق بفرع المسابقة الذي اختاره في استمارة الترشيح، ولا يحق له تغيير الفرع بعد ذلك.
- تلتزم الجهة المرشحة بالتأكد التام من جودة حفظ المتسابق وجاهزيته للمسابقة، يتم عقد تصفيات أولية لجميع المتسابقين فور وصولهم قبل بدء أعمال المسابقة، ويتم استبعاد المتسابقين الذين تقل نسبتهم عن (80%).

## جوائز المسابقة
يصرف لكل متسابق حضر للمسابقة مبلغ ألفي ريال سعودي، مع هدايا عينية، كما يصرف لكل عضو شارك في لجنة التحكيم في المسابقة مبلغ عشرين ألف ريال، وتصرف الجوائز المالية للفائزين الخمسة الأوائل من كل فرع بما مجموعها مليون و85 ألف ريال. تصرف الجوائز المالية للفائزين الثلاثة الأوائل من كل فرع على النحو التالي:
| المستوى       | الفرع الأول | الفرع الثاني | الفرع الثالث | الفرع الرابع |
| ------------- | ----------- | ------------ | ------------ | ------------ |
| الفائز الأول  | 250.000     | 120.000      | 60.000       | 40.000       |
| الفائز الثاني | 200.000     | 100.000      | 50.000       | 30.000       |
| الفائز الثالث | 150.000     | 80.000       | 45.000       | 20.000       |

## وصلات خارجية
- لائحة مسابقة الملك عبد العزيز الدولية نسخة محفوظة 3 نوفمبر 2017 على موقع واي باك مشين..